# Pardosa oncka
Pardosa oncka este o specie de păianjeni din genul Pardosa, familia Lycosidae, descrisă de Lawrence în anul 1927. Conform Catalogue of Life specia Pardosa oncka nu are subspecii cunoscute.